# Старотітаровська
Старотитарівська — станиця Темрюцького району Краснодарського краю розташована на Таманському півострові, на березі Старотитарівського лиману.

## Історія
Військовий уряд вирішив розмістити населення по куренях. Сільських отаманів викликали в Катеринодар і там шляхом жеребкування визначили місця розселення 40 куренів, 38 з яких стали носити колишні запорізькі назви.
Серед них і Титарівський курінь, утворений у 1794 році.
У 1810 році його перейменували в Старотитарівський, оскільки частина мешканців з нього пішла углиб степів, подалі від кордону, який проходив по річці Кубані. Вони, пішовши утворили Новотитарівське поселення.
З 1842 року Старотитарівський курінь став називатися станицею Старотитарівською.
У районі станиці Старотитарівською було більше 230 нафтових ям і колодязів.
У 1864 році вдалося провести і перші бурові роботи, спочатку у Анапі, а потім у станиці Старотитарівської.
У 1874 році в Старотитарівський була побудована кам'яна Успенська церква, а в 1807 році була дерев'яна церква першої Пречистої Пресвятої Богородиці з дзвіницею, при ній була церковно-приходська школа.
У станиці, в 1880-і роки діяли 7 кузень, 6 риболовецьких господарств, 3 бондарських майстерень, 3 маслоробні, 4 шкіряних цехи, 1 цегляний завод, 31 водяний і вітряний млин.
У 1905 році в Старотитарівський мешкало 15 000 осіб.

## Економіка
На території станиці розташовані великі підприємства:
- Таманський груповий водопровід,
- Старотитарівський хлібозавод,
- ТОВ «Кубань- вино»,
- ТОВ «Транс Магістраль»

## Люди
В станиці народився Лоза Василь Матвійович (нар. 1902) — радянський вчений в області виноробства.